# Fiodor Pietrowicz Köppen
Fiodor Pietrowicz Köppen (niem. Friedrich Teodor Köppen, ur. 30 grudnia 1833 roku, zm. 24 maja 1908 roku w Petersburgu) – rosyjski entomolog, botanik, geograf i bibliograf, członek Petersburskiej Akademii Nauk. Syn Petera.
Jego badania obejmowały m.in. sytuację gospodarczą rosyjskich wsi. Pracował w Rosyjskiej Bibliotece Narodowej, gdzie zajął się m.in. uporządkowaniem zbiorów oraz pozyskaniem do biblioteki prac poświęconych naukom przyrodniczym.